# Městské divadlo v Mostě
Městské divadlo v Mostě datuje svou historii již od založení první budovy v roce 1911 a jejího slavnostního otevření 30. září téhož roku. Ovšem vzhledem k demolici celého města byla v osmdesátých letech postavena budova nová, moderní a s mnohými originálními prvky jak v architektuře tak scéně.
Divadlo má také na starost druhou budovu – tj. budovu Divadlo rozmanitostí určenou převážně pro dětská a loutková představení.
V rámci obou budov divadel je možné navštívit hned několik scén: Velkou scénu, Malou scénu, Komorní scénu, dále Divadlo na točně a samozřejmě Divadlo Rozmanitostí.

## Historie
První budova vznikla na popud dřívějšího německého obyvatelstava v Mostě. Její zprovoznění v roce 1911 však nemělo to správné načasování kvůli I. světové válce a tak chod divadla byl značně omezen. Po vzniku první republiky se českým divadelníkům naskytla dobrá příležitost předvést se. Dne 4. dubna 1919 se odehrálo první ochotnické české představení, ovšem stále v němčině.

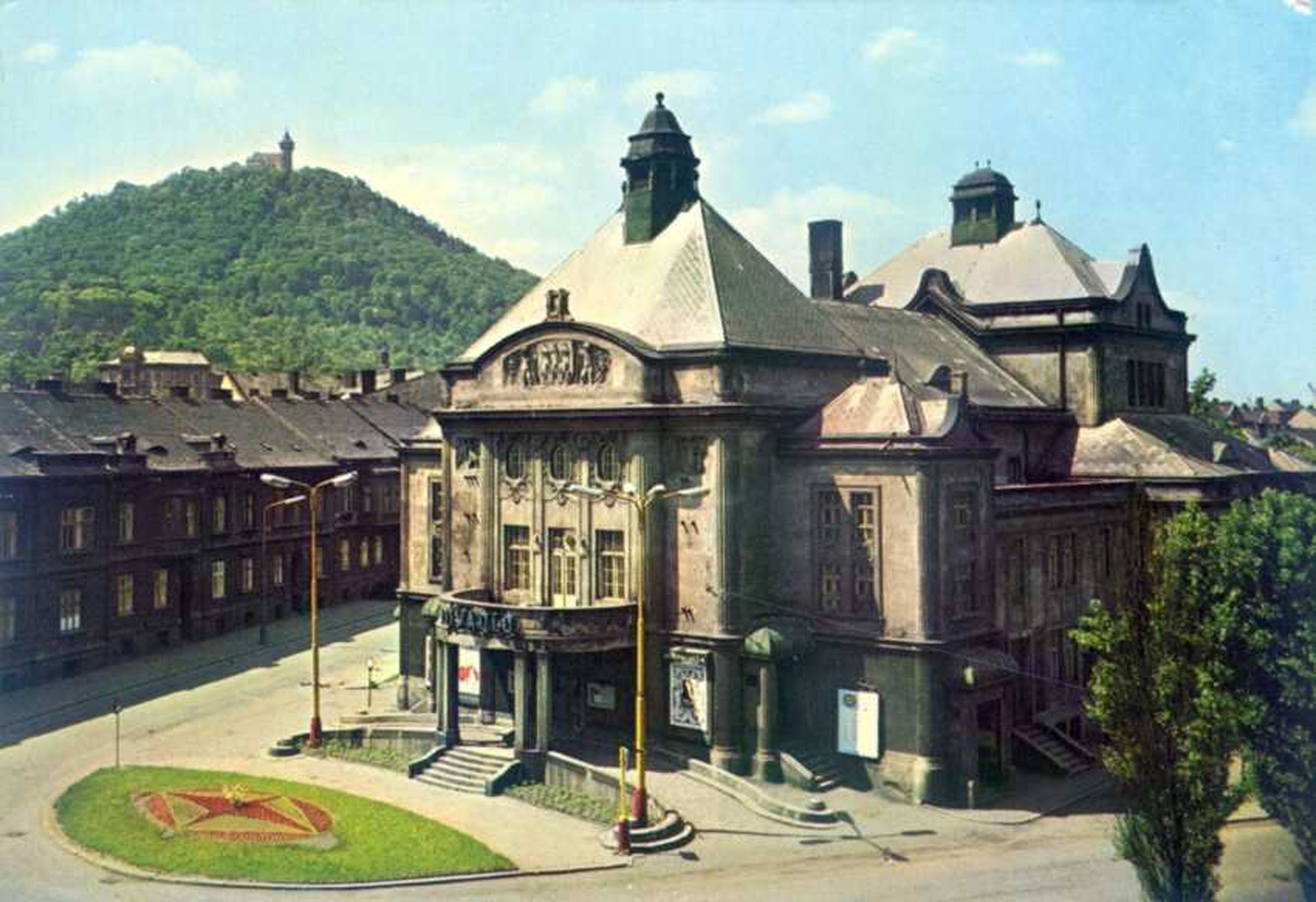
Divadelní budova ve starém Mostě

Rok 1934 sebou krom hospodářské krize přináší i krizi v divadelnictví a z důvodu nedostatku financí je mostecké divadlo před uzavřením. Následující rok však přináší výrazné změny, vysokou návštěvnost a již většinu her hraných v českém jazyce. Druhý útlum nastal vinou II. světové války a obrození přichází až po jejím konci, kdy se v divadle usídluje stálý činoherní soubor a zpěvohra.
Události roku 1948 se pochopitelně podepsaly i na mosteckém divadle, to se přejmenovává na Divadlo pracujících a slaví úspěchy ve vysoké návštěvnosti, která se ho drží dodnes.
Po rozhodnutí o likvidaci starého Mostu kvůli těžbě hnědého uhlí bylo nutné postavit v novém městě i novou budovu divadla, stará byla demolována roku 1982. V mezidobí stavby se umělecký soubor přesunul na pět a půl roku do kulturního střediska Máj. Od té doby sídlí divadlo na Prvním náměstí v centru města.

## Jeviště
- šířka 21,5 m
- hloubka 27 m
- mimostředná jevištní točna o průměru 11 m
- mimostředná jevištní točna o průměru 18 m
- pohyblivé portálové věže
- kapacita 500 míst

## Současnost
Divadlo se nachází v ulici Divadelní 15.
Divadlo má stálý soubor. Na jevišti potkáte Jana Beneše, Zitu Benešovou, Jana Burdu, Jakuba Dostála, Víta Herzinu, Karolínu Herzinovou, Tadeáše Horehledě, Lukáše Kofroně, Jiřího Krause, Michaelu Krausovou, Otto Lišku, Elišku Matzkeovou, Reginu Razovovou, Marcela Rošetzkého, Jiřího Rumpíka, Veroniku Týcovou, Ivanu Zajáčkovou a mnoho hostů. Do roku 2016 zde do konce svého života účinkoval i Stanislav Oubram, jeho poslední rolí byl řidič Hoke Coleburn ve hře Řidič paní Daisy.
Specialitou Městského divadla v Mostě je, že jeho sezóna je od ledna do prosince – tak je tedy tvořen i dramaturgický plán.